# Mario Caserini
Mario Caserini (1874 – 17 de noviembre de 1920) fue un director de cine italiano, además de actor y guionista. Nació en Roma.

## Cinematografía

### Director
- Las Delicias del campo (1920)
- Fior d'amore (1920)
- Capitan Fracassa (1919)
- Primerose (1919)
- Madama Arlecchino (1918)
- Una Notte a Calcutta (1918)
- La Signora Arlecchino, La (1918)
- Resurrezione (1917)
- Il Filo della vita (1917)
- L'Ombra (1917)
- ¿Quién me hará olvidar sin morir? (1917)

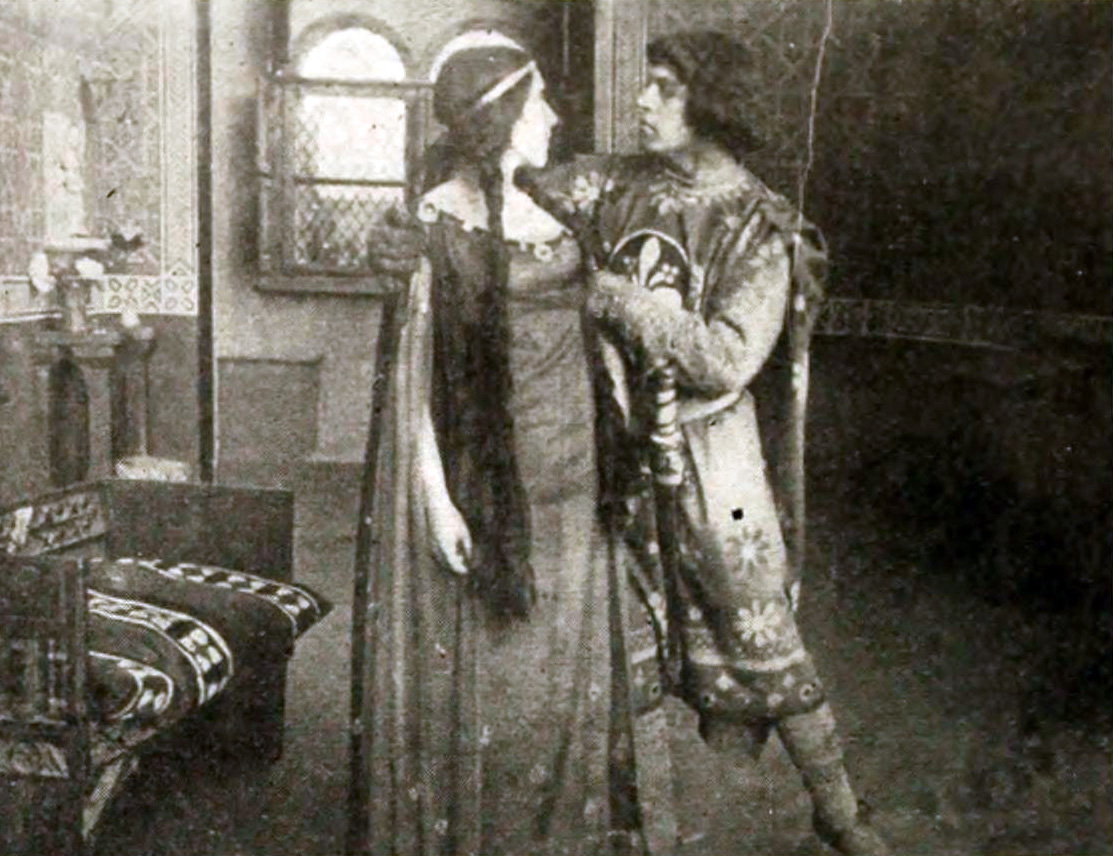
Fotograma de la película La gorgona: Madeleine Céliat y Annibale Ninchi.

- La Divetta del reggimento (1916)

- Amore che uccide (1916)
- Amor enemigo (1916)
- Como aquel día (1916)
- Flor de otoño (1916)
- Madame Tallien (1916)
- Pero tu amor me redime (1916)
- La Vida y la muerte (1916)
- Monna Vanna (1915)
- La Pantomima della morte (1915)
- La Gorgona (1914)
- Nidia la cieca (1914)

- Gli Ultimi giorni di Pompeii (1913)

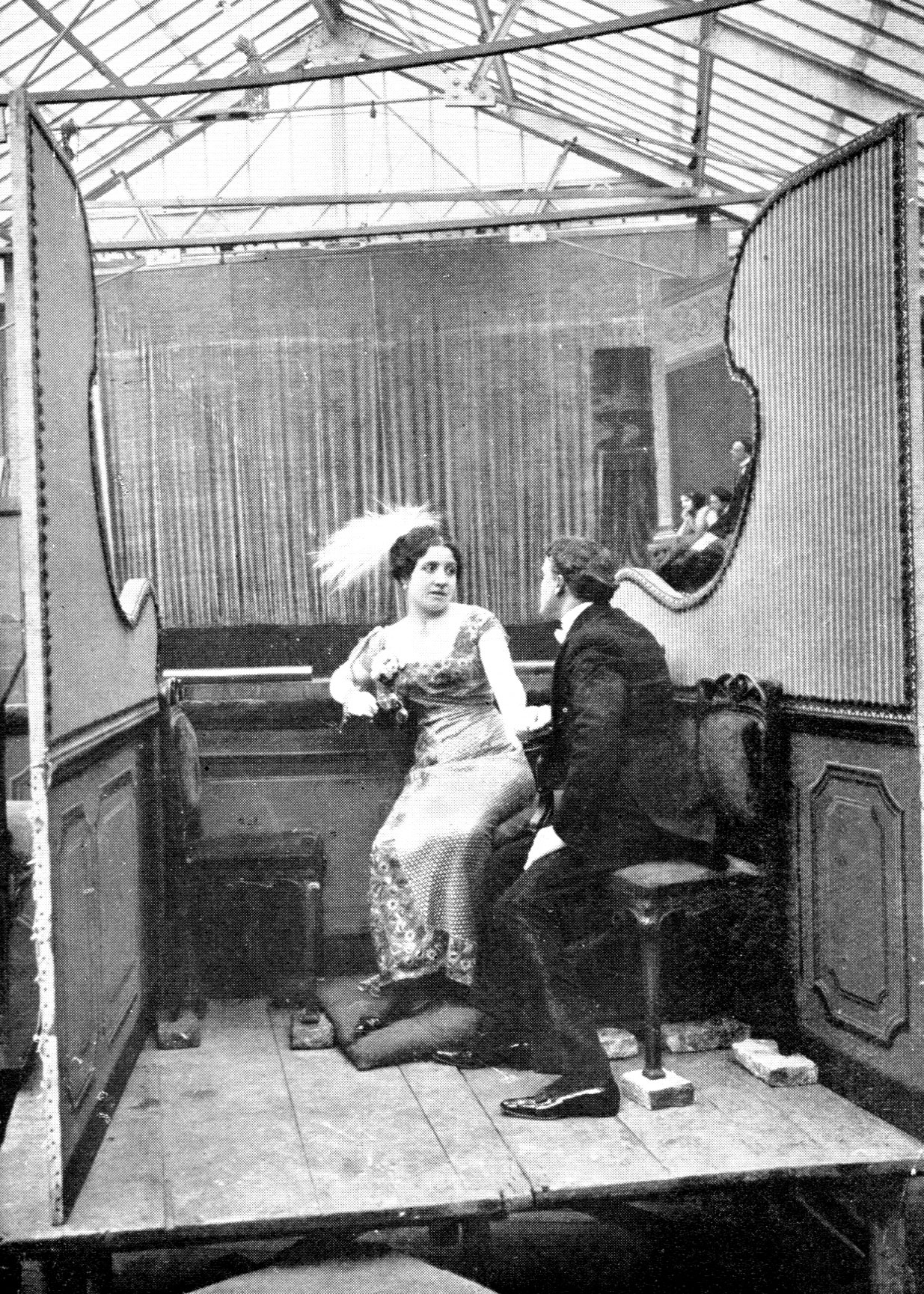
Foto del rodaje de L'adultera.

- Floretta e Patapon (1913)
- Ma l'amor mio non muore (1913)
- Nerone e Agrippina (1913)
- Treno degli spettri, Il (1913)
- Arabian Infamy (1912)
- Dante e Beatrice (1912)
- Mater dolorosa (1912)
- Mille, I (1912)
- Parsifal (1912)
- Pellegrino, Il (1912)
- Ribalta, La (1912)
- Santarellina (1912)
- Sigfrido (1912)

- L'adultera (1911)
- Antigone (1911)
- Giovanni dalle bande nere (1911)
- Mademoiselle de Scudery (1911)
- Ultimo dei Frontignac, L' (1911)
- Amleto (1910)
- Amorino, L' (1910)
- Anita Garibaldi (1910)
- Catilina (1910)
- Il Cid (1910)
- Cola di Rienzo (1910)
- Federico Barbarossa (1910)
- Giovanna la pazza (1910)
- Jane Eyre (1910)
- Lucrezia Borgia (1910)
- Beatrice Cenci (1909)
- Gerla di papà Martin, La (1909)
- Innominato, L' (1909)
- Macbeth (1909)
- Marco Visconti (1909)
- Parsifal (1909)
- Signora de Monsoro, La (1909)
- Tre moschettieri, I (1909)
- Wanda Soldanieri (1909)
- Abbandonata, L' (1908)
- Amleto (1908)
- Giovanna d'Arco (1908)
- Leggenda medievale (1908)
- Romeo e Giulietta (1908)
- Garibaldi (1907)
- Otello (1906)
- Romanzo di un Pierrot, Il (1906)

### Actor
- Como aquel día (1916)
- Wanda Soldanieri (1909)
- Romeo e Giulietta (1908)
- Otello (1906)
- Romanzo di un Pierrot, Il (1906)

### Guionista
- Capitan Fracassa (1919)
- Como aquel día (1916)
- Flor de otoño (1916)
- Gli Ultimi giorni di Pompeii (1913)